# イット・オンリー・テイクス・ア・ミニット
「イット・オンリー・テイクス・ア・ミニット」（It Only Takes A Minute）はイギリスの人気男性グループ、テイク・ザットのシングル曲。母国のUKチャートでは初のトップ10入りを果たし、最高位7位をマークした。メインボーカルはゲイリー・バーロウ。
タヴァレスの1975年のシングルヒット曲のカバーである。

## トラックリスト
1. "It Only Takes a Minute"
2. "I Can Make It"
3. "It Only Takes a Minute" (Deep club ミックス)
4. "It Only Takes a Minute" (Wright vocal ミックス)